# ختم کبیر
ختم کبیر  یک منطقهٔ مسکونی در امارات متحده عربی است که در ام‌القوین واقع شده‌است.

## خصوصیات
ختم کبیر   ۱٬۰۶۳ متر بالاتر از سطح دریا واقع شده‌است.